# Uluguroscia pohli
Uluguroscia pohli là một loài chân đều trong họ Philosciidae. Loài này được Taiti & Ferrara miêu tả khoa học năm 2004.